# ビオトープ (漫画)
『ビオトープ』は、ハトポポコによる日本の4コマ漫画作品。単行本は1巻（2014年1月27日発売、ISBN 978-4048662413）。 
女子大生・熊倉と下界へ人助けに来た天使・アンジーたちの日常と非日常を描いた「居候4コマ」。『電撃萌王』（アスキー・メディアワークス）で2011年6月号から2013年12月号まで連載していた。

## 登場人物
この作品における天界には天使と悪魔が存在し、下界に行くことができる。
アンジー
人間の少女の姿をした上級天使で、1200歳。白いワンピースを着ている。マイナスに満ちた日本を助けるために天国から派遣されていて、100人助けなければならない。携帯電話やツイッターを最初は驚きはしたもののすぐに使いこなせていて、下界の生活への適応力がすごい。
ムートン
羊のような毛と角のある天使。上級天使アンジェライン(アンジー)の補佐が主な仕事だが、それをいいことにアンジーからこき使われることがある。熊倉からはムーと呼ばれる。
アミー
黒いタンキニ状の上下を着ている悪魔。熊の家に来るや否や土足で入ったりアンジーのウソを真に受けてしまったり自分がスパイだということを自分から言ってしまったりと頭はあまり良くない。上の天使2人よりも権力が弱い。
熊倉
一人暮らしをしている女子大生で169cmと長身。友人に貝塚がいて、彼女や天使からは「熊」と呼ばれている。アンジーと出会ってからアンジーやムートン、アミーに居候されることになる。
貝塚
熊倉の友人。かなり背が低かったが、人助けをしようとしたアンジーに「天使の成長ホルモン剤」を打たれて一時的に熊より二回りくらい大きくなる。